# Van Veeteren – Borkmanns punkt
Pour plus de détails, voir Fiche technique et Distribution.
Van Veeteren – Borkmanns punkt est un thriller suédo-germano-dano-norvégo-finlandais réalisé par Erik Leijonborg et sorti en 2005. Les personnages principaux sont joués par Sven Wollter, Eva Rexed (sv), Thomas Hanzon (en) et Lars-Erik Berenett (en).
Borkmanns punkt s'inscrit dans une série de films sur le commissaire Van Veeteren (en), un personnage créé par l'écrivain Håkan Nesser.

## Fiche technique
- Titre : Van Veeteren – Borkmanns punkt
- Réalisation : Erik Leijonborg
- Scénario : Niklas Rockström, Björn Carlström, Stefan Thunberg d'après le roman de Håkan Nesser
- Musique : Stefan Nilsson
- Photographie : Rolf Lindström
- Montage : Petra Ahlin
- Production : Jan Marnell
- Pays :  Suède,  Allemagne,  Danemark,  Norvège et  Finlande
- Genre : Policier, drame, thriller
- Durée : 87 minutes
- Dates de sortie : 
  -  Suède : 14 décembre 2005

## Distribution
- Sven Wollter : Van Veeteren (en)
- Eva Rexed : Ewa Moreno
- Thomas Hanzon : Münster
- Philip Zandén : Reinhart
- Josef Säterhagen : Erich Van Veeteren
- Lars-Erik Berenett : Bausen
- Ulf Friberg : De Klerkk
- Douglas Johansson : Maurice Rühme
- Birgit Carlstén : Lippman
- Fredrik Hammar : Carl Greeshen
- Lena Carlsson : Monica Greeshen
- Catharina Larsson : Ulrike Fremdli
- Göran Graffman : Rühmes Pappa
- Evert Lindkvist : Wollmar